# Jacky Show
 (janvier 2017).
Si vous disposez d'ouvrages ou d'articles de référence ou si vous connaissez des sites web de qualité traitant du thème abordé ici, merci de compléter l'article en donnant les références utiles à sa vérifiabilité et en les liant à la section « Notes et références ».
Cet article possède un paronyme, voir Jacky Seau.
Le Jacky Show est une émission de télévision française musicale.
Elle est animée par Jacky, qui reçoit les chanteurs à succès de l'époque. Les premières émissions de 1986 sont réalisées par Pierre Fournier-Bidoz puis Pat Le Guen dès 1987 quand elle est produite par AB Productions.
L'émission est diffusée sur TF1, alors chaîne publique, pour deux numéros exceptionnels deux mercredis de suite pendant les vacances de Noël les 24 décembre 1986 et 31 décembre 1986 dans l'émission Croque Vacances.
Après la privatisation de TF1, elle garde son nom et devient hebdomadaire du 23 septembre 1987 au 14 octobre 1995 dans Club Dorothée. Lors de sa première saison, ce show musical est programmé le mercredi de 17 h 30 à 18 h puis le dimanche matin. L'émission sera ensuite programmée le samedi matin aux alentours de 10 h, créneau horaire qu'elle gardera jusqu'à la fin.
Si au départ l'émission reçoit de nombreuses vedettes de la chanson et de la variété françaises, elle peine vite à programmer des artistes renommés. Lors des saisons suivantes, elle devient une vitrine très opportune pour les interprètes du label AB Disques, filiale d'AB Productions qui produit l'émission. On y voit notamment Mallaury Nataf, en mai 1994, interpréter son single Fleur sauvage sans culotte sous sa jupe. Cela provoque un mini scandale largement relayé par les médias dont le magazine Entrevue.

## Personnalités notables
Parmi les nombreuses stars que Jacky a reçues, on peut noter :
- Mylène Farmer (Ainsi soit Je, Pourvu qu'elles soient douces, Sans logique)
- Patrick Bruel (Tout l'monde peut s'tromper, Alors regarde)
- Vanessa Paradis (Joe le taxi, Manolo Manolete)
- Marc Lavoine (Si tu veux le savoir, C'est la vie)
- Dorothée (Tremblement de terre, Les Neiges de l'Himalaya, Maman)
- Axel Bauer (Éteins la lumière)
- Patricia Kaas (D'Allemagne, Quand Jimmy dit)
- Roch Voisine (Hélène, La Berceuse du petit diable)
- Hélène Rollès (Dans ses grands yeux verts, Pour l'amour d'un garçon)
- Florent Pagny (N'importe quoi, Laissez-nous respirer)
- Indra (Let's go crazy, Misery)
- David Hallyday (He's my girl, High)
- Elsa Lunghini (Jour de neige, Bouscule-moi, T'en vas pas, Quelque chose dans mon cœur)
- François Feldman (C'est toi qui m'a fait, Joy)
- Emmanuelle Mottaz (Ce n'est qu'un voyou, Love and Kiss, Premier Baiser)
- Christophe Rippert (Un amour de vacances, Tu m'fais vraiment craqué)
- Lio (Chauffeur suivez cette voiture, Seules les filles pleurent)
- Carlos (Le Kikouyou, Tirelipimpon)
- Glenn Medeiros (Nothing's gonna change my love for you)
- Scorpions (Wind of change)
- Texas (I Don't Want A Lover, Everyday Now)
- Niagara (Assez, J'ai vu)
- Indochine (La Machine à rattraper le temps, Des fleurs pour Salinger)
- Guesch Patti (Étienne)
- Thierry Hazard (Le Jerk, Les Brouillards de Londres)
- Jeanne Mas (Au nom des rois, Dors-bien Margot)
- Lagaf' (Bo le lavabo, La Zoubida)
- Dana Dawson (Ready to Follow You, Tell me Bonita)
- Éric Morena (Oh ! Mon bateau)
- Pauline Ester (Oui je l'adore)
- Les Musclés (La Fête au village, Petite Maman Noël)
- Benny B (Vous êtes fou, Parce qu'on est jeunes)
- Images (Maîtresse, Quand la musique tourne, Les Démons de minuit)
- Anthony Dupray (Autour de toi Hélène, Prendre la route avec moi)
- Manuela Lopez (Parce que c'était écrit comme ça, Faire l'amour une dernière fois)
- Bernard Minet (Changer tout ça, Tout l'amour du monde)
- Babsi (Dance with me, Juste un petit peu d'amour)
- Sébastien Roch (Au bar de Jess, Pousse petit vent)
- Julie Caignault (Lola au chocolat, La même histoire)
- Bradley Cole (Reviens donc chez nous)
- Mallaury Nataf (Les filles c'est très compliqué, Fleur sauvage)
- Ever and Ever (Rose, I feel a good thing baby)
- Kazero (Thai na na)
- Caroline Loeb (C'est la ouate)
- Lova Moor (Et je danse)